# Podskalie
Podskalie és un poble i municipi d'Eslovàquia que es troba a la regió de Trenčín.

## Història
La primera menció escrita de la vila es remunta al 1235.

## Demografia
| Godina             | 1994 | 2004    | 2014    | 2024    |
| ------------------ | ---- | ------- | ------- | ------- |
| Nombre de persones | 167  | 146     | 128     | 153     |
| Diferència         |      | −12,57% | −12,32% | +19,53% |

| Godina             | 2023 | 2024 |
| ------------------ | ---- | ---- |
| Nombre de persones | 153  | 153  |
| Diferència         |      | +0%  |